# Вьетнамская кухня
Вьетна́мская ку́хня (вьет. Ẩm thực Việt Nam) отличается использованием рыбного соуса, соевого соуса, риса, свежей зелени, фруктов и овощей.
Вьетнамские рецепты включают широкий набор зелени, в том числе лимонное сорго, мяту, вьетнамскую мяту, листья кориандра и базилика. Во всех регионах Вьетнама блюда традиционно сервируют со свежими овощами и соусами для макания. Наиболее распространенными видами мяса являются свинина, курятина, креветки и другие морепродукты. Говядина используется реже — в основном, для супов фо и знаменитого Bò 7 món («семь смен блюд из говядины»). Экзотическое мясо змей, черепах, оленей употребляется в основном в качестве закусок к алкогольным напиткам и не рассматриваются как каждодневная пища.

## Три региональные кухни
Вьетнамская кухня разделяется на три категории, каждая из которых представляет отдельный регион. Север страны, будучи колыбелью вьетнамской цивилизации, представлен наиболее известными блюдами, такими как фо и банькуон (bánh cuốn), берущим своё начало в этом регионе. Кухня северного Вьетнама более традиционная и строга в выборе специй и ингредиентов.
Кухня южного Вьетнама исторически развивалась под влиянием традиций иммигрантов из южного Китая и французских колонистов. Южане предпочитают сладкий вкус во многих блюдах. Южные районы отличаются более разнообразной растительностью, поэтому в кухне этого региона используется более широкий набор трав.
Кухня центрального Вьетнама отличается от кухонь Севера и Юга использованием многочисленных небольших закусок, подаваемых к основному блюду. Блюда центрального Вьетнама более острые, чем на Севере и Юге.

## Рис как основа вьетнамской кухни
Основой вьетнамской кухни является рис.
Очертания территории Вьетнама часто сравнивают с изогнутым коромыслом с двумя корзинами риса: одно на севере в дельте реки Красной, второе — на юге в дельте реки Меконг. Это рисовые житницы не только вьетнамского, но и мирового значения. Рис во Вьетнаме — и главная пища на столе, и основа для приготовления множества традиционных блюд; кроме того, это одна из главных составляющих экспорта страны.